# Bütschwil-Ganterschwil
Bütschwil-Ganterschwil est une commune suisse du canton de Saint-Gall, située dans la circonscription électorale de Toggenburg.

Photo aérienne (1958)

## Histoire
La commune a été créée le 1er janvier 2013 par la fusion des anciennes communes de Bütschwil et de Ganterschwil.